# Liliana de Olarte
Olga Liliana Francisca de Olarte Paredes (Lima, 4 de junio de 1951 - ) es una diplomática peruana.

## Biografía
Realizó sus estudios escolares en el Colegio Villa María de Lima.
Ingresó a la Pontificia Universidad Católica del Perú, en la cual estudió Ciencia Política y Gobierno. Realizó estudios de Sociología en la Universidad Nacional Mayor de San Marcos. Obtuvo un Master en Gobierno y Relaciones Internacionales y un PhD en Ciencia Política en la Universidad de California en Los Ángeles.
Se ha desempeñado como docente en la Universidad del Pacífico, la American University. la Seton Hall Catholic University, la Universidad Princeton y la Academia Diplomática del Perú.

## Carrera diplomática
Estudió Diplomacia y Relaciones Internacionales Academia Diplomática del Perú, en la cual obtuvo el título de Diplomática de Carrera.
Ingresó al Servicio Diplomático de la República en 1976. Fue Tercera Secretaria en la Embajada de Perú en los Estados Unidos.
En el Ministerio de Relaciones Exteriores se ha desempeñado como Jefa del Departamento Sistema Económico Latinoamericano, Directora de Asuntos Marítimos, Directora del Departamento OEA y directora general de Evaluación y Planeamiento Estratégico.
Fue Asesora Diplomática de la Agencia Peruana de Cooperación Internacional
En 2005 fue nombrada Embajadora de Perú en Ucrania, cargo que desempeñó hasta 2006.
De 2012 a 2015 fue Directora de la Academia Diplomática del Perú.
En septiembre de 2015 fue nombrada Embajadora de Perú en la República Checa, cargo que asumió en 2016.

## Reconocimientos
- Orden al Mérito por Servicios Distinguidos en el grado de Gran Cruz.
- Orden del Servicio Diplomático “José Gregorio Paz Soldán” en el grado de Gran Cruz